# Mardokáj
Kismartoni Mardokáj (? – 1729?) magyarországi zsidó úgynevezett ál-messiás.
Kismartonban született, vagy hosszabb ideig tartózkodott ott, innen ered mellékneve is. Később a Közel-Keletre, valószínűleg Szmürnába utazott, ahol Sabbatáj Cévi, a híres ál-messiás köréhez csatlakozott. Keletről hazatérve – 1678 körül – Magyarországon, majd Morva- és Csehországban bűnbánatra és önsanyargatásra szólította fel hitsorsosait, mivel – állította – az időközben elhunyt Cévi nem halt meg igazán, és nemsokára mint megváltó fog megjelenni. Mardokáj imponáló külseje, szónoki héve és aszketizmusa (állítólag 11 napig szakadatlanul képes volt böjtölni) sok hívet szereztek neki. A siker által felbátorítva egy idő után a Dávid házából való messiásnak, illetve a feltámadt Cévinek kezdte el magát mondani. Néhány kabbalista zsidó meghívására Itáliába ment, ahol Modenában és Reggióban nagy tisztelettel fogadták. Egyes józanabb zsidók azonban bolondnak nevezték, és azzal fenyegették, hogy az inkvizíciónál fel fogják jelenteni. Mardekáj ezért elhagyva Itáliát ismét Csehországba, majd Lengyelországba ment. További sorsáról nem szólnak a források.

## Külső hivatkozás
- Kicsi Sándor Andrásː Zamenhof is álmessiás? – Nyelvek és álmessiások